# Тейлорія пилчаста
{{#ifeq:0|0|{{#if:Tayloria serrata|{{#if:|[[]}}|[[]]}}}}
Тейлорія пилчаста (Tayloria serrata) — вид мохів порядку парасольчикальних (Splachnales).

## Поширення
Батьківщиною є Європа й Північна Америка.
Населяє органічний матеріал тваринного походження гумус; від низьких до помірних висот.

## Характеристика
Рослини 0.5–3 см, у пухких пучках, ясно-зелені. Стебла нечасто гіллясті. Листки нещільно розташовані, в сухому стані дещо скручені, від обернено-яйцюватих до подовжено-обернено-яйцюватих, 2–5 × 1–1.5 мм; краї зазвичай загнуті проксимально, плоскі дистально, часто загнуті на вершині, цілі проксимально, зубчасті дистально; верхівка загострена, гостра чи іноді тупа. Спеціалізоване безстатеве розмноження виводковими тілами іноді присутнє. Статевий стан автоічний, іноді очевидно дводомний. Коробочкові ніжки від жовтого до темно-червоного чи коричневого, 1–3 см, згинаються, ± товсті. Коробочка циліндрична чи видовжено-циліндрична, 2.5–5 мм, включаючи гіпофіз. Спори 9–12 мкм, гладкі. Коробочки дозрівають влітку.